# Retrocomputing

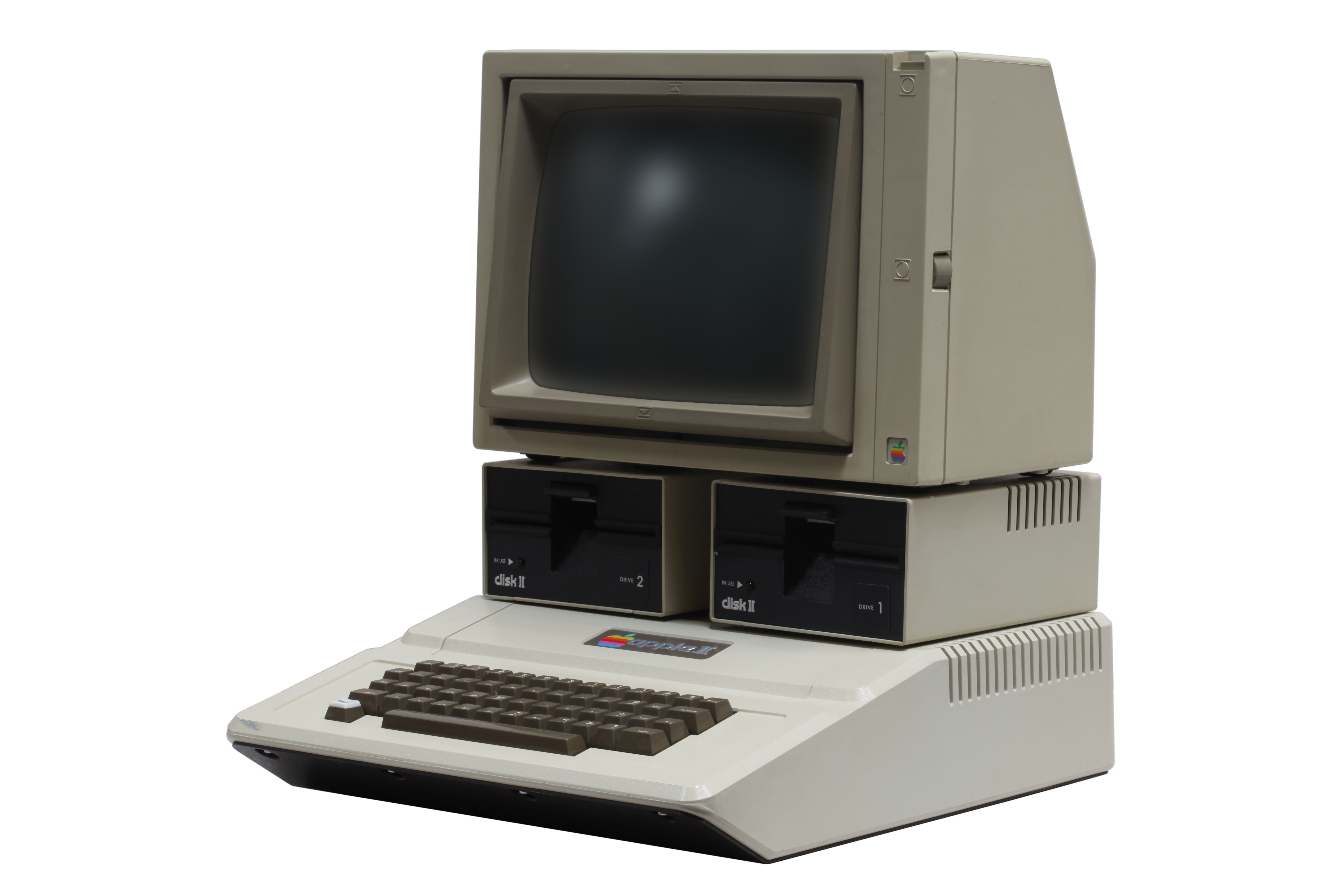
Der Apple II aus dem Jahr 1977

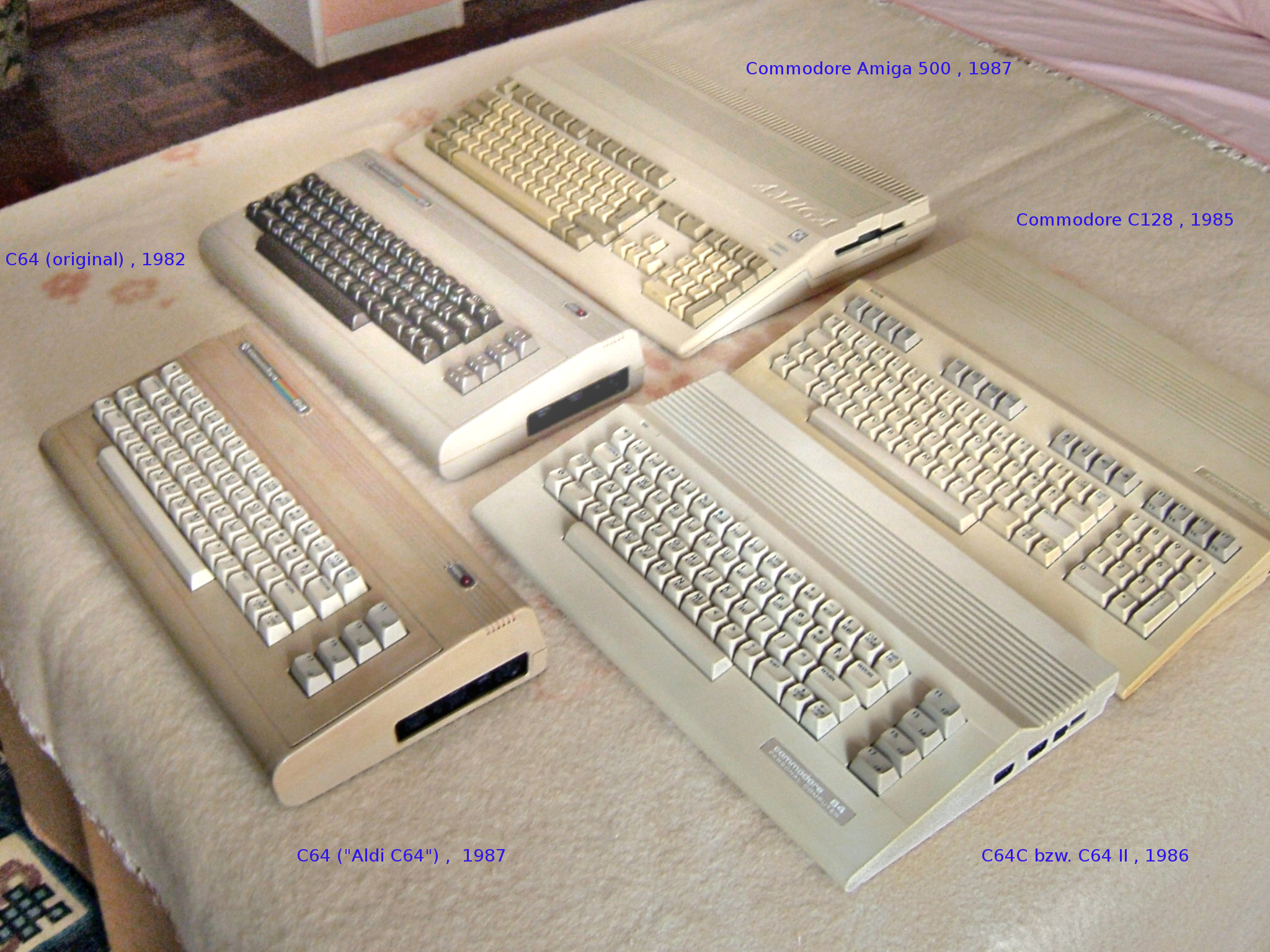
Original-Heimcomputer von Commodore: der C128, der Commodore Amiga und drei Modelle des C64

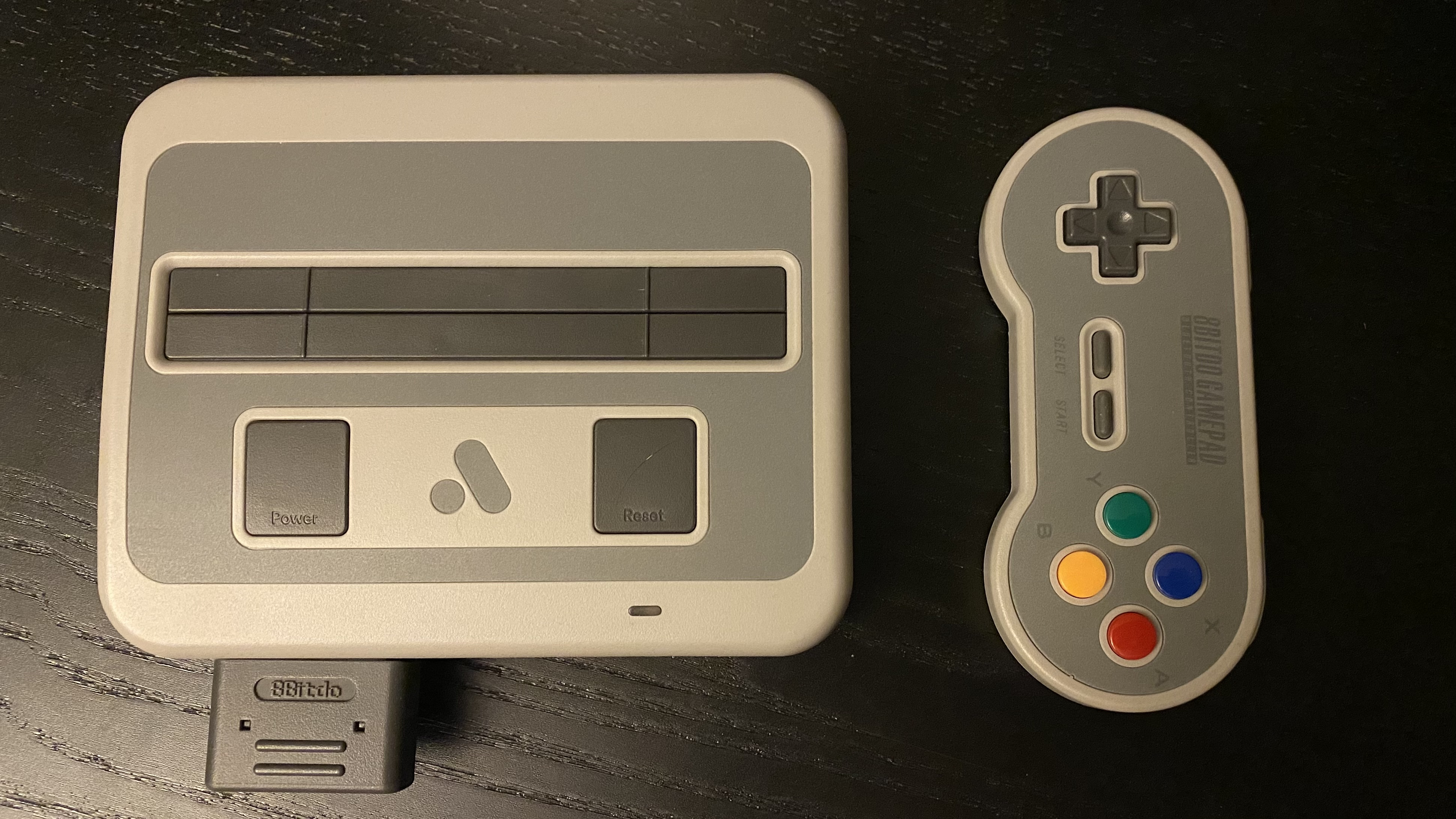
Ein mit seinem Original kompatibler, moderner Nachbau des SNES, der SuperNT von Analogue

Retrocomputing (von lat. retro = rückwärts und Computer) ist die Verwendung von Computer-Technologie, die von ihren Herstellern aufgegeben wurde, zwecks
- Nutzung älterer Computerspiele (Retrospiele)
- zur Datensicherung (indem die Inhalte alter Datenträger auf moderneren Medien gesichert werden)
- zur Sicherung des Wissens über alte Technologie und Software, sowie
- zum nostalgischen Zeitvertreib.

Retrocomputing wird selten ohne die Nutzung zeitgemäßer Medien und Systeme betrieben und entwickelte sich im 21. Jahrhundert zu einem Internetphänomen.
Arcade- und ältere Konsolenspiele werden nicht nur auf originaler Hardware, sondern mittels Emulatoren und virtuellen Maschinen auch auf modernen PCs, aktuellen Konsolen oder Handys gespielt. Retrocomputing führte als Mode der Freizeitgestaltung auch zur Entstehung kommerzieller Hardware, die – meist in kleiner Stückzahl produziert – die Architektur der Originalsysteme nachbildet, mit der die Ausführung der Originalsoftware möglich ist. Diese Hardware kann sowohl von den Herstellern der Original-Hardware als auch von Drittherstellern stammen, die sich speziell an diesen Markt richten.
Die Pflege von Geschäftssoftware im professionellen Umfeld, wie sie in Konzernen eingesetzt wird und die beispielsweise in COBOL verfasst wurde, gehört dagegen nicht zum Retrocomputing, da die Softwaresysteme seit ihrer Einführung ununterbrochen im Einsatz sind und teilweise nur schwer ersetzt werden können.

## Begriffsbildung
Im englischen Sprachraum entstanden, sind für das Phänomen des Bewahrens, Pflegens und Betreibens alter Computer und verwandter Geräte, wie etwa Spielkonsolen, Lochkartenleser, Drucker oder Tabletcomputer, zunächst die Wortbildungen Vintage Computing und Classic Computing etabliert worden.
Die Benennung Retro Computing ist dagegen eine neuere Entwicklung, die sich in ähnlicher Form auch auf anderen kulturellen Gebieten als Retro findet und eine Verschmelzung von aktuellem Geschehen mit Vergangenem impliziert.
Oft wird Retrocomputing daher so verstanden, dass es die Beschäftigung mit digitaler Technik unter Anregung durch alte Geräte und teils auch unter Nutzung oder Mitnutzung dieser beinhaltet.
Es unterscheidet sich dabei teils drastisch (bis hin zur Zerstörung von Originalgeräten) vom Sammeln und Erhalten oder dem aktiven Nachstellen des Betriebs möglichst originalgetreuer Geräte, Software und Zubehör, wird aber durchaus auch als Oberbegriff für alle Aktivitäten im Bereiche alter Computertechnik verwendet.

## Organisation
In Deutschland besteht bereits seit den 1990er Jahren eine wachsende, teilweise in Vereinen fest organisierte Sammler- und Tausch-Gemeinschaft antiquierter, also von ihren Herstellern lange aufgegebenen Technologien ohne kommerziellen Wert in der Gegenwart. Der Austausch findet persönlich und durch das Internet, in Online-Communities und Internetforen statt.

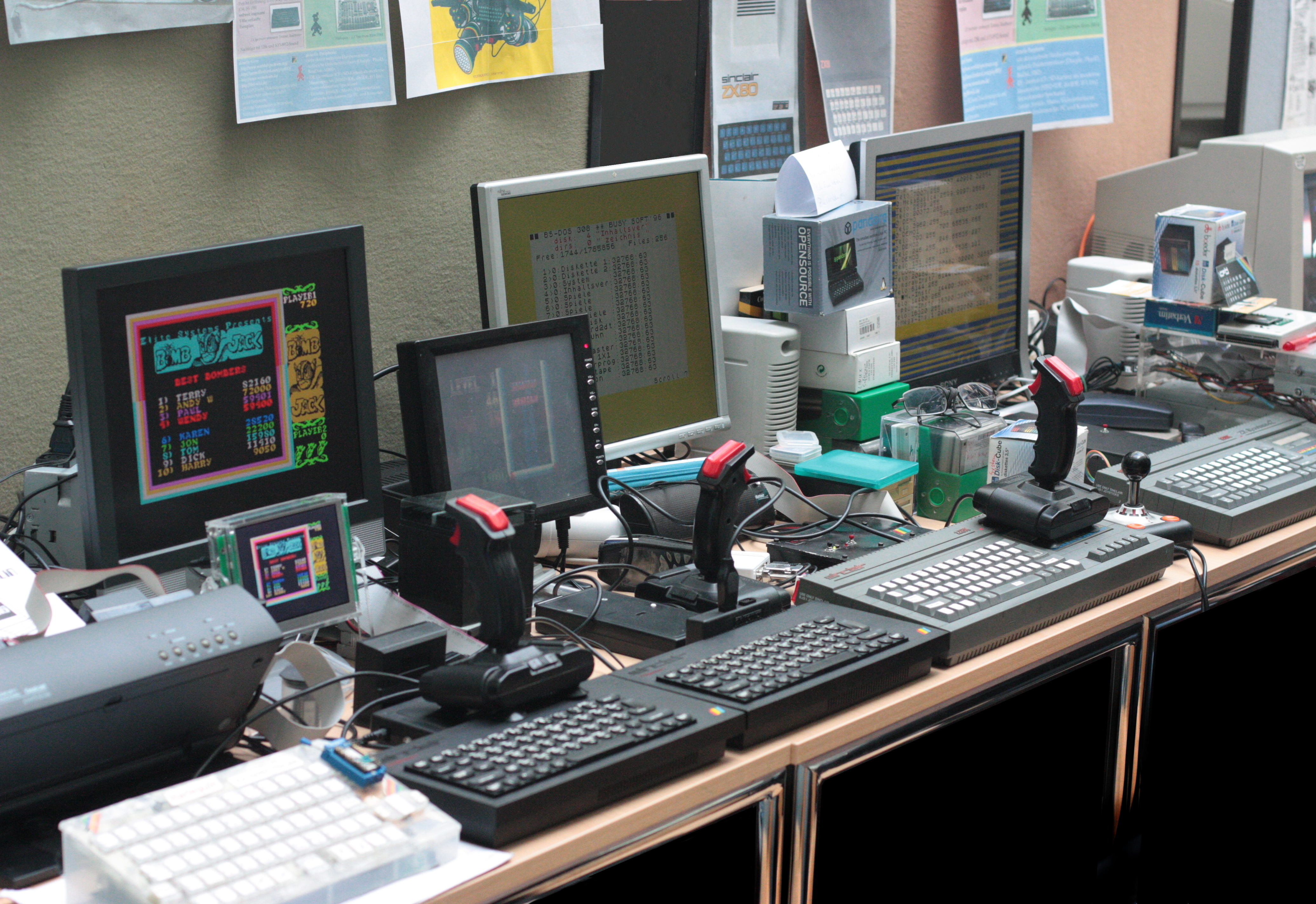
Einige Sinclair ZX Spectrum auf dem Vintage Computing Festival Berlin (VCFB) 2016

Überregionale jährliche Treffen in Deutschland sind die Retroschau auf der Gamescom in Köln, die Lange Nacht der Computerspiele in Leipzig, die Classic Computing mit wechselnden Austragungsorten, das Vintage Computer Festival Europe in München und das Vintage Computing Festival in Berlin. Daneben existieren eine Vielzahl kleinerer Treffen (wie etwa die Retropulsiv), die sich teilweise auch auf ein Rechensystem beschränken und teilweise in häufigeren Abständen stattfinden.
Zunehmend finden sich auch Museen, die sich des Themas annehmen (dort oft primär unter dem Aspekt der Nachvollziehbarkeit technischer Entwicklung). Insbesondere betreiben aber auch Privatleute, Universitäten und Vereine Sammlungen, die, etwa nach Anmeldung oder zu bestimmten Zeitpunkten, durchaus öffentlich zugänglich sind.

## Bereiche und herausragende Projekte
Nicht immer lassen sich Projekte eindeutig klassifizieren, etwa als reines Software- oder reines Hardwareprojekt. Stattdessen erfordern viele Entwicklungen, insbesondere solche, die FPGA oder Mikrocontroller nutzen, Fähigkeiten auf allen Ebenen der Computerei.
Emulatoren
|  | • MAME |  | • ScummVM |  | • UAE         |  | • ARAnyM |
|  | • SIMH |  | • VICE    |  | • Basilisk II |  | • JKCEMU |
|  | • Wine |  | • DOSBox  |  |               |  |          |

Emulatoren sind ein wichtiger Bestandteil des Retrocomputing, denn sie erlauben das Ausführen älterer Software auf aktuellen Computern. Dabei sind sie Vermittler zwischen beiden Zeiten - dem HIER und dem VERGANGENEN. Dabei erlauben sie es, dem Nutzer auch eine Vergangenheit zu imaginieren, die er, meist in Ermangelung der nötigen Hardware, nie selbst erlebt hat. Auf diese Art lassen sich ganze Geräteklassen „neu“ entdecken, die sich dann wieder in Beziehung zu dem bereits Bekannten setzen lassen; etwa indem man ein bestimmtes Spiel oder eine Programmiersprache über verschiedene Plattformen hin vergleicht.
Daneben sind bzw. waren Emulatoren eine wichtige Bedingung für Entwicklungen wie Transferkabel (etwa X1541) oder Software, Interfaces und Dateiformate (*.D64, *.ADF), die es erlauben, die originale Software auf die neuen System zu transportieren, um sie dort abzuspielen oder zu archivieren.
Hardware
- C-One
- C64 DTV

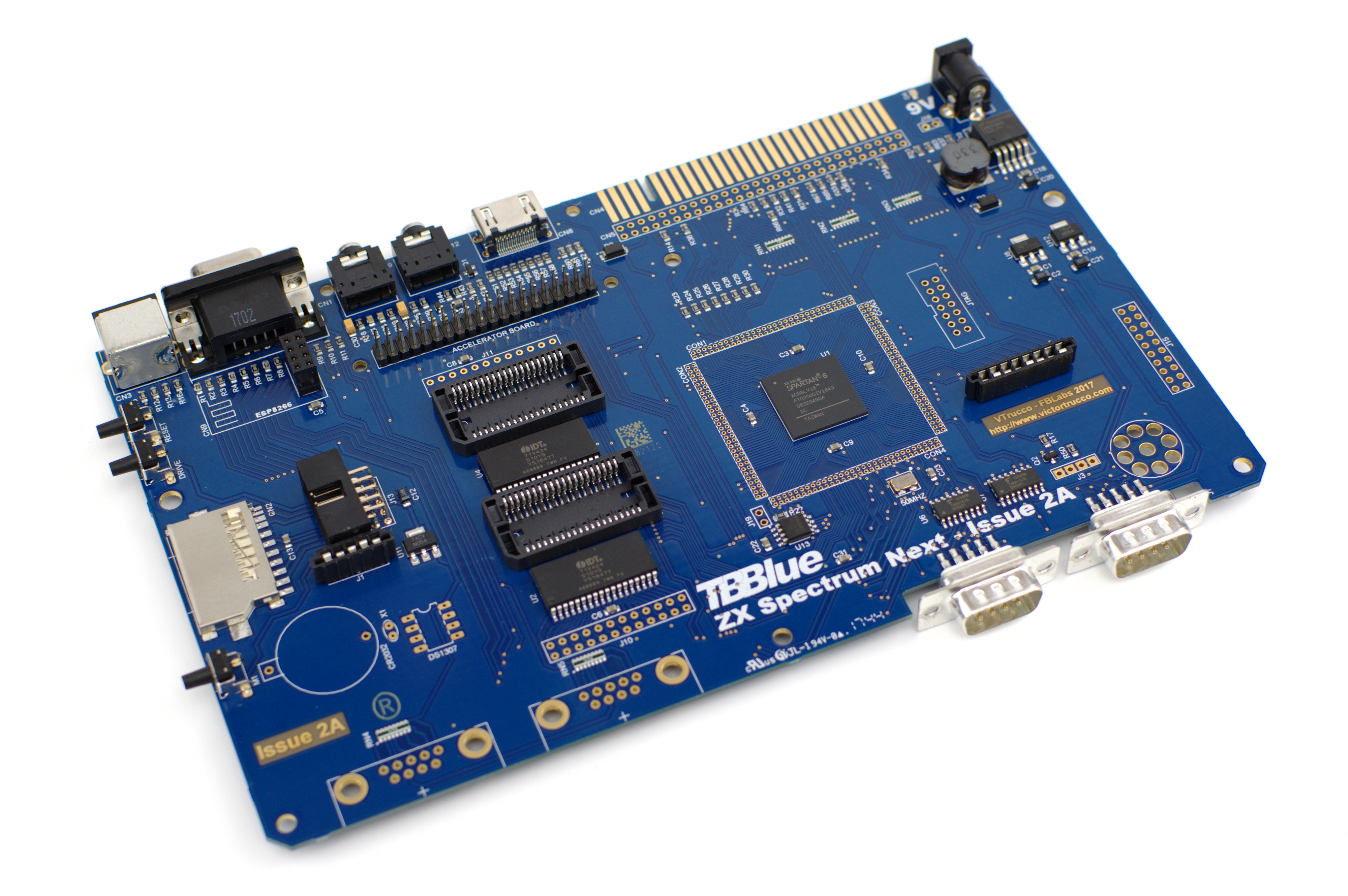
Platine des ZX Spectrum Next, ein moderner Nachbau des „Speccy“

- FPGASID, ein exakter und funktionsidentischer Nachbau des SID Soundchips des C64[21]
- FPGATED, laufendes Projekt zur Erstellung eines funktionsidentischen Nachbaues eines TED Chips in FPGA-Technik[22]
- Minimig
- MIST[23] und MISTer
- FireBee des Atari Coldfire Project, ein Atari-ST-kompatibler, moderner Rechner[24][25][26]
- Apple2fpga, ein Apple II+ als FPGA-Nachbau[27]
- XS-1541 und X1541, Transferkabel, um ein Commodore-Diskettenlaufwerk an einem PC anzuschließen (benannt nach der VC1541)[28][29][30]
- Selbstbaucomputer Z1013 mit neuaufgelegter Platine, als originalgetreues Redesign im K1520-Format[31][32] oder gar komplett modularisiert[33]
- C64 Reloaded, eine universelle Austauschplatine für den C64[34][35][36][37]
- Ultimate 64, ein FPGA basierter C64-Ersatz[38][39][40]
- Gigatron TTL Mikrocomputer, eine CPU, die komplett aus „einfachen“ Chips aus der 7400-Reihe aufgebaut wird, dazu RAM und EEPROM, damit es ein kompletter Rechner wird[41][42]
- LOW SPEED GRAPHIK (2022), die Neuauflage einer hochauflösenden Pixel-Grafikkarte für die Commodore-PET-Computer[43]
- SCSI2SD, eine Möglichkeit, SCSI-Festplatten mittels SD-Karten zu ersetzen[44]
- Retro Chip Tester (RCT) zum Testen von Speicher- und Logik-Bausteinen aus den 1970er und 1980er Jahren[45]

Hardware im Rahmen des Retrocomputing wird sowohl von Privatpersonen als auch von Unternehmen hergestellt, oft auch in zeitlich aufeinanderfolgender Zusammenarbeit Einzelner oder lose als Team, das über eine Projektseite (Webseite, Forum) zusammenarbeitet. Dabei gibt es von der reinen Veröffentlichung der Schaltpläne und nötiger Zusatzinformationen über das Angebot von Kleinserien, bei denen jeder Beteiligte vorab zahlt, bis hin zu echten Produkten, die kommerziell angeboten werden, alle Spielarten.
Ebenso divers ist die Art der Hardware. Dabei reicht das Spektrum von reinem Zubehör (wie etwa speziell konfektionierte Kabel oder Mausmatten mit Motivdruck) über selbstgedruckte Gehäuse und Zubehörteile, Adapter (aktive und passive) und Lösungen für den Austausch oder Ersatz alter Geräte (Harddisks, Floppies, Grafikkarten, Hauptplatinen) bis hin zum kompletten Re- oder Neudesign von Rechnerhardware, die oftmals zunächst als Weiterentwicklung bei kompletter Rückwärtskompatibilität zum Original gedacht ist.
Software
- EmuTOS, ein kompletter Ersatz für das Atari TOS[46]
- FREEDOOM, Grafik, Sound und Levelfiles für ein „freies“ Doom[47]
- RESHOOT•R, ein (als Einmannprojekt) neu entwickelter Shooter von 2019[48][49][50][51]
- DOLORES, Grafikbibliothek für den DoubleLowRes Grafikmodus ab Apple IIe[52][53]

Archivierung
- Catweasel-Controller[54][55]
- KryoFlux, ein per USB anschließbarer Adapter, der direkt die Magnetfeldänderungen von Disketten ausliest und diese anschließend so auswerten kann, dass wieder Daten entstehen. Er arbeitet somit unterhalb der Ebene von Dateisystemen und ist für die Archivierung auch unbekannter Datenträgerstrukturen gut geeignet.[56][57][58][59][60]
- Software Heritage, eine Initiative zur Langzeitarchivierung von Software-Quellcodes, insbesondere solcher aus dem Open-Source-Umfeld.[61]

Verschiedenes
- Dana Sibera, konstruierte Bilder phantasievoller Apple-Computer[62]
- Radio PARALAX, ein 24-Stunden-Online-Radio mit stilechter Musik, inkl. angeschlossenem Forum und aktuellen Infos[63]
- Chris Huelsbeck, Musiker, der immer noch vom Ruhm zehrt und auch ganz gerne mal 'live' auftritt (GamesCom, Amiga-Messen)[64][65][66]
- Remix64, alte Sounds remixed (C64 / Amiga)[67]
- Amiga Remix, klassische Sounds neu aufgelegt (und von Hörern bewertet)[68][69]
- The MOD Archive, abertausende MOD-Dateien, direkt zum Anhören im Browser[70][71]
- High Voltage SID Collection, umfangreiche Sammlung von Dateien im SID/C64 Soundformat[72]
- Vorträge zu vielen verschiedenen Retro-Aspekten, jeweils gehalten beim VCFB[73]
- Cray-Cyber, der wohl erfolgreiche, aber auch sehr ambitionierte Versuch, Großrechner strukturiert zu sammeln[74][75][76]

## Entwicklung desTrends
Die Verteilung von eigentlich urheberrechtlich geschützter Software, aber auch kommerziell hergestellter Nachbauten von Originalhardware wird von den Inhabern des geistigen Eigentums an den Originalen meist geduldet, da die Produkte durch ihr Alter für Originalhersteller zur kommerziellen Auswertung unattraktiv geworden sind. In vielen Fällen sind auch die Originalhersteller als Unternehmen nicht mehr existent oder in Nachfolgeorganisationen aufgegangen, die sich nur für Teilbereiche der jeweiligen Technologie interessierten (z. B. SGI bei HP, Atari als reiner Markenname bei Hasbro).
Der gesellschaftliche Trend zu Retro seit den 2010er Jahren, und im Bereich der elektronischen Unterhaltung das Retrocomputing, inspiriert Originalhersteller zu einer Reihe von Wiederveröffentlichungen, Reboots und Remakes der beliebten Klassiker, bei denen durch eine technische Überholung Neuauflagen kommerziell ausgewertet werden. Diese Neuproduktionen existieren neben den Originalprodukten.
Neben der Pflege und der Bewahrung der technisch überholten Originale inspirierte das Retrocomputing, verbunden mit den sozialen Medien und der wesentlich verbesserten Verfügbarkeit von Technologie und Wissen, die Entwicklung verschiedener anderer Kulturprodukte und Phänomene, wie die fiktive Retro-„Konsole“ „Pico-8“, den Pixel-Art-Kunststil, aber auch die Produktion von gänzlich neuer Software und neuen Spielen (Indie) für die antiquierten Originalsysteme. Durch Phänomene wie Homebrew und Techniken wie Reverse Engineering vergrößerte sich das Wissen über die Originalsysteme, während die Produktion angepasster Produkte aus der Mikroelektronik durch den Markt für die Maker-Subkultur auch für Konsumenten erschwinglich wurde, sodass für Privatpersonen und Heimanwender heute die Herstellung eigener und mit Originalsystemen kompatibler Software und Hardware, wie beispielsweise in Spielmodulen, möglich ist.

## Rezeption und Publikation
Retrocomputing wurde von akademischen Autoren als digitale Archivierungsaktivität beschrieben. Andere Ansätze versuchen die epistemologischen und didaktischen Potenziale in der Beschäftigung mit den historischen Computern in die Definition einzuarbeiten. An der Berliner Humboldt-Universität beschäftigt sich seit 2011 ein Forschungsprojekt (Medienwissenschaft und Informatik) mit dem Retrocomputing und seinen Praktiken, Theorien und medienarchäologischen Implikationen.
Frühe akademische Überblicksarbeiten geben erhellende Einblicke in die grundlegend wissenschaftlichen Tätigkeiten von an der Entwicklung der Computertechnik direkt Beteiligten und erweitern so den Blick auf die wesentlichen Arbeiten.
Im deutschen Sprachraum sind insbesondere die Zeitschriften Retro Magazin sowie die Retro Gamer stilprägend gewesen. Daneben existiert die RETURN, die sich bereits 2009 aus dem Vorgängermagazin cevi-aktuell herausgebildet hat.
Der heise-Verlag hat 2012 die Erstausgabe der c't als PDF online gestellt und brachte von 2018 bis 2021 einmal pro Jahr ein Sonderheft zu diesem Themenkomplex an, teils von Videobeiträgen begleitet.